# Protankyra rigida
Protankyra rigida is een zeekomkommer uit de familie Synaptidae.
De wetenschappelijke naam van de soort werd in 1965 gepubliceerd door David Pawson.